# Spanische Mannschaftsmeisterschaft im Schach 1992
Die spanische Mannschaftsmeisterschaft im Schach 1992 war die 36. Austragung dieses Wettbewerbes und wurde mit 26 Mannschaften ausgetragen. Meister wurde der Titelverteidiger UGA Barcelona.

## Modus
Die 26 teilnehmenden Mannschaften spielten neun Runden im Schweizer System, die ersten fünf qualifizierten sich direkt für die Endrunde der spanischen Mannschaftsmeisterschaft 1993. Gespielt wurde an vier Brettern, über die Platzierung entschied die Anzahl der Brettpunkte (ein Punkt für einen Sieg, ein halber Punkt für ein Remis, kein Punkt für eine Niederlage), anschließend die Buchholz-Wertung (Summe der von den Gegnern erreichten Brettpunkte).

## Termine und Spielort
Das Turnier wurde in Ponferrada ausgetragen.

## Abschlusstabelle
| Pl. | Verein                  | Sp | Brett-P.  |
| --- | ----------------------- | -- | --------- |
| 01. | UGA Barcelona (M)       | 9  | 24,5:11,5 |
| 02. | CA La Caja de Canarias  | 9  | 23,5:12,5 |
| 03. | Cajacanarias Santa Cruz | 9  | 23,5:12,5 |
| 04. | Centro Goya Las Palmas  | 9  | 21,0:15,0 |
| 05. | CAC Labradores Sevilla  | 9  | 20,5:15,5 |
| 06. | CA Telefónica Toledo    | 9  | 20,5:15,5 |
| 07. | Discoplay Madrid        | 9  | 20,5:15,5 |
| 08. | CA Endesa Ponferrada    | 9  | 20,0:16,0 |
| 09. | CE Vulcà Barcelona      | 9  | 20,0:16,0 |
| 10. | RC Regatas Santander    | 9  | 20,0:16,0 |
| 11. | Oberena Pamplona        | 9  | 20,0:16,0 |
| 12. | Cultural San Sebastián  | 9  | 19,5:16,5 |
| 13. | Santa Margarita         | 9  | 19,0:17,0 |
| 14. | Hortens Barcelona       | 9  | 19,0:17,0 |
| 15. | Deportivo La Coruña     | 9  | 18,5:17,5 |
| 16. | El Olivar Zaragoza      | 9  | 18,0:18,0 |
| 17. | Fomento M. Barcelona    | 9  | 18,0:18,0 |
| 18. | Ensidesa Avilés         | 9  | 18,0:18,0 |
| 19. | La Democracia           | 9  | 17,5:18,5 |
| 20. | H. P. Alzira Valencia   | 9  | 17,0:19,0 |
| 21. | CA Bolas de Plata Ceuta | 9  | 16,5:19,5 |
| 22. | Club de Archena Murcia  | 9  | 16,5:19,5 |
| 23. | Vallodolid              | 9  | 14,5:21,5 |
| 24. | San Francisco Badajoz   | 9  | 10,0:26,0 |
| 25. | Lasker Logroño          | 9  | 7,5:28,5  |
| 26. | Bierzo León             | 9  | 4,5:31,5  |

### Entscheidungen
|     | spanischer Mannschaftsmeister: UGA Barcelona |
|     | qualifiziert für die Endrunde der spanischen Mannschaftsmeisterschaft 1993: UGA Barcelona, CA La Caja de Canarias, Cajacanarias Santa Cruz, Centro Goya Las Palmas, CAC Labradores Sevilla |
| (M) | Titelverteidiger |